# ان‌جی‌سی ۱۰۷
ان‌جی‌سی ۱۰۷ (به انگلیسی: NGC 107) یک کهکشان مارپیچی با قدر ظاهری ۱۵٫۷ است که در صورت فلکی نهنگ قرار دارد.